# Giftas (film, 1955)
Giftas är en svensk dramafilm från 1955 i regi av Anders Henrikson. I huvudrollerna ses Anita Björk, Anders Henrikson och Edvin Adolphson.

## Om filmen
Filmen premiärvisades den 19 september 1955 på biograf Saga i Stockholm. Inspelningen utfördes vid Europa Studios i Sundbyberg med exteriörer från Uppsala av Karl-Erik Alberts. Musiken i filmen framförs av Kungliga Hovkapellet. Som förlaga har man August Strindbergs novell Mot betalning som ingår i Strindbergs andra Giftas-samling som utgavs 1886.
Filmen har visats vid ett flertal tillfällen i SVT. En tidigare film baserad på Strindbergs Giftas filmades 1926 i regi av Olof Molander, se Giftas.

## Rollista i urval
- Anita Björk – Helene
- Anders Henrikson – Albert Sund, docent, hennes man
- Elsa Carlsson – Emilia, Helenes moster
- Edvin Adolphson – Jakob, general, Helenes far
- Gerda Lundequist – Hennes Kungliga Höghet; änkehertiginnan av Dalarna
- Holger Löwenadler – docent
- Håkan Westergren – docent
- Carl-Gunnar Wingård – docent
- Ragnar Arvedson – överstelöjtnant
- Gösta Cederlund –  överste
- Gull Natorp – överstinna
- Linnéa Hillberg – Malin
- Inger Juel – professorska
- Astrid Bodin – Lova, husa
- Herman Ahlsell – löjtnant
- Leif Hedenberg – löjtnant
- Ingemar Pallin – löjtnant
- Emy Storm – kammarjungfru

## Musik i filmen
- Sonat, piano, nr 17, op 31:2, d-moll, (Spöksonaten), kompositör Ludwig van Beethoven
- Integer vitae scelerisque purus (Ren i vandel och utan skuld), kompositör Friedrich Ferdinand Flemming, latinsk text 23 f.Kr. Horatius
- Vårsång (Glad såsom fågeln i morgonstunden), kompositör Prins Gustaf, text Herman Sätherberg